# BBC Parliament
BBC Parliament è un canale televisivo britannico della BBC interamente dedicato a tutti i lavori del corpo legislativo e parlamentare del Regno Unito e del Parlamento europeo. BBC Parliament trasmette in diretta e registra principalmente la copertura della Camera dei comuni e Camera dei lord; il canale trasmette anche servizi dal Parlamento Europeo e dalle annuali conferenze delle Federazioni dei sindacati inglesi. In media, l'1,2% della totale popolazione britannica guarda il canale per più di tre minuti almeno una volta alla settimana.

## Storia

Logo del 2008

Prima di essere acquisito dalla BBC, il canale era conosciuto come "The Parliament Channel" e venne fondato da un consorzio di operatori televisivi britannici. "The Parliament Channel" venne comprato dalla BBC nel 1998, rinominato BBC Parliament e rilanciato con il nuovo nome nel settembre del 1998.
BBC Parliament venne oscurato durante i Giochi della XXX Olimpiade per permettere al canale BBC Three di trasmettere 24 ore al giorno.